# 2022年波罗的海塞斯纳551坠毁事故
2022年波罗的海塞斯纳551坠毁事故，是一起发生在拉脱维亚文茨皮尔斯附近的波罗的海海域所发生的一起坠海事故。飞机曾向空中交通管制员报告机舱压力出现故障并在飞跃伊比利亚半岛后与空管失去联系。 
此次事故涉事的飞机为塞斯纳551奖状系列，原定从西班牙赫雷斯飞往德国科隆，注册编号为OE-FGR。于1979年首飞，机龄43年 。这架飞机时在巡航高度36,000英尺（11,000米） 巡航，在巴黎和科隆附近稍稍转向，着陆失败并且复飞，并继续往东北方向飞行。飞机在飞越德国上空后又飞出将近两个小时后1,120（700英里；600海里）。当飞机飞越波罗的海约37（23 mi；20 nmi）处在拉脱维亚文茨皮尔斯附近失去控制后以垂直下降的方式坠海。  
据新闻报道，这架塞斯纳从赫雷斯机场起飞后不久就失去了与飞机的联系。根据飞行管理系统，自动驾驶仪将飞机爬升至设定巡航高度36,000英尺（11,000）途经普瓦捷、巴黎和卢森堡。15:50时，飞机飞过奥伊斯基兴附近，飞行员应该要在这时候计划在科隆机场的进近程序并接管飞机。但由于飞行员已经失去知觉飞机在接下来的1小时41分钟内以航向054度继续直线飞行。飞机随后开始下降并右转至航向116，似乎正在前往文茨皮尔斯国际机场。很可能是因右侧引擎的燃油耗尽并熄火。大约3分钟后，17:40左侧发动机也相继因燃油耗尽而熄火，飞机继续以航向116直飞，随后开始失去速度和高度，最终在17:42时坠毁在波罗的海海域。

## 飞行轨迹
这架塞斯纳551获准可以由一名飞行员操作，飞机在12:56从西班牙南部的赫雷斯起飞。据《图片报》报道，飞行员在与空中交通管制失联前不久报告了舱压出现问题。当时的飞行高度为36,000英尺（11,000）。  

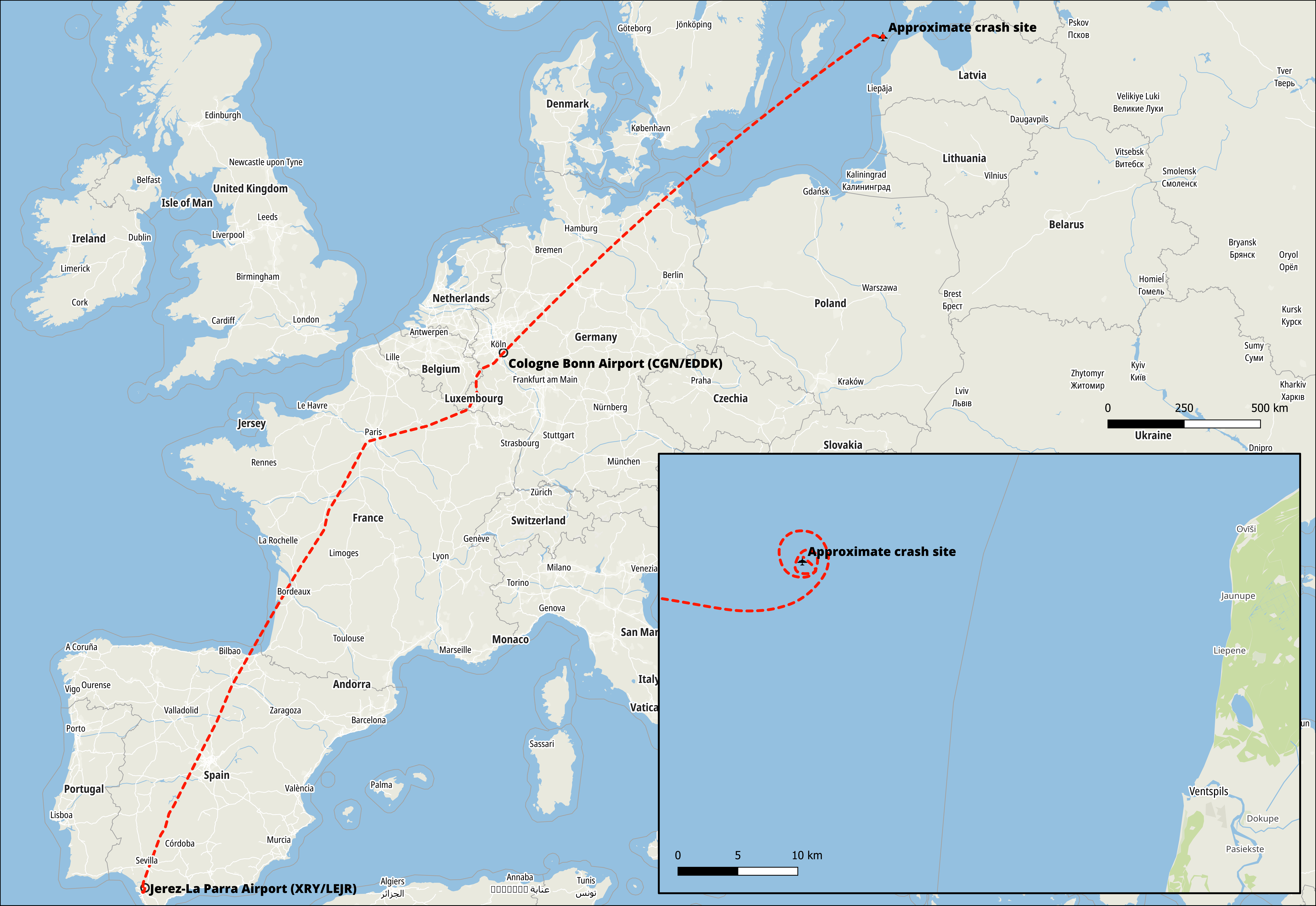
飞机航迹图

飞机在14:25左右进入法国领空后不久，这家塞斯纳公务机被一架从蒙特德马桑空军基地（Mont-de Marsan air base） 空军基地起飞的阵风战斗机拦截。紧接着第二架从圣迪齐尔 - 罗宾逊空军基地（Saint-Dizier air base）起飞的阵风战斗机接管了拦截任务。飞机一直被法国空军伴飞，一直至飞机到达科隆。大约15:57时飞机转交至德国空军接管。 
16:15时，两架德国颱風戰鬥機从罗斯托克-拉格空军基地紧急起飞，空军飞行员试图联系这架塞斯纳的机组人员，但均未成功。在飞机飞跃吕根岛后不久，德国台风飞行员于16:50脱离。 随后飞机进入瑞典领空，由哥特兰向南飞往里加湾。 
一架丹麦F-16战斗机接管了这趟“幽灵航班”的伴飞任务。后来，丹麦空军表示，他们在靠近飞机后并没有在驾驶舱内看到任何人。 
丹麦空军F-16飞行员在17:45左右目睹飞机进入螺旋式下降并坠毁在距离拉脱维亚海岸线37公里（23英里；20海里）的波罗的海海域。 

## 涉事飞机
涉事飞机于1979年制造并首飞，机龄43年，机型为赛斯纳551奖状II，制造商序列号为551-0021，注册号为OE-FGR。这架飞机由两台普惠（Pratt &amp; Whitney） JT15D-4发动机提供动力，这架飞机没有配备飞行数据记录器。   自2020年7月起，这家飞机由GG Rent经营。 

## 乘客和机组人员
据报道，机上共有包含这架飞机的飞行员卡尔-彼得·格里斯曼（Karl-Peter Griesemann）与其妻子，以及他们持有飞行员执照的女儿和她男友保罗。    专家提出，压力下降可能导致飞行员和乘客失去知觉。^  
这架飞机的运营商是位于德国科隆东部的贝尔吉施格拉德巴赫的GGRentGmbH。 

## 搜救以及事故调查
据拉脱维亚海事和空中救援中心称，飞机的部分部件已经找到。瑞典Stena URD渡轮被要求在坠机现场提供帮助。
海事和空中救援中心的拉尔斯·安东森 (Lars Antonsson) 表示瑞典和立陶宛的搜救直升机在坠机现场飞行了几个小时，但没有找到任何幸存者或尸体。 瑞典海上救援机构的约翰·阿林告诉瑞典电视台 ，紧急服务部门在水面上发现了油迹和较小的碎片。 
9月5日，发现包括座椅在内，共有11个飞机残骸部件，在临近午夜时，拉脱维亚海军发现了遇难者遗骸并运往文茨皮尔斯。    
9月6日，科隆市长亨麗埃特·雷克就格里斯曼一家的不幸发表了讲话并表示哀悼。 
9月8日，德国联邦飞航空事故调查局负责对事故进行调查。 

## 目击者
据信没有任何人目击飞机坠海，但在地面却有许多人员目击这架飞机飞越，并且有一些人拍摄了视频，全球超过 300,000 人在Flightradar等在线航班跟踪软件上追踪了坠机事件。 

## 类似事故
- 失控减压
- 太陽神航空522號班機空難